# 菅原咲月
菅原咲月（日语：／ Sugawara Satsuki */?，2005年10月31日—）是日本偶像藝人，為女子偶像團體乃木坂46成員及第2任副隊長。千葉縣出身。2022年以乃木坂46五期生身份出道。

## 經歷
2021年，菅原參加乃木坂46五期生徵選。
2022年2月1日，正式加入乃木坂46五期生，並在乃木坂46的官方YouTube「乃木坂配信中」中，陸續以每天一名成員的方式，公開合格名單。2月23日，於官方直播「乃木坂46時間TV」中舉辦五期生見面會，首次公開亮相。4月27日，出席在東京國際論壇舉辦的第二回五期生見面會。4月28日，乃木坂46五期生部落格開設，以每日1名成員的方式輪流撰寫，菅原於5月6日開始，每隔11天撰寫一篇部落格。8月31日，菅原在第30張單曲《喜歡是件搖滾的事》中，收錄的五期生表演曲《像撕下創可貼一般的分手方式》中，首次擔任center。
2023年2月1日，個人部落格開設。3月23日，首次進入第32張單曲《人們終將再度追夢》的選拔，並擔任福神。8月4日，菅原接任梅澤美波，開始專欄連載每個月4日發售的《日經娛樂！》。
2024年4月－6月，擔任TBS電視台晨間情報節目《LOVE it!》週五固定常規班底。4月7日，成為廣播節目《乃木坂46的「乃」》的第17代MC。4月13日－29日，出演五期生音樂劇《乃木坂46"5期生"版音樂劇「美少女戰士」2024》，菅原飾演月野兔（Team STAR） 。11月4日，在YouTube頻道「乃木坂配信中」中，由菅原擔任主持的「週刊乃木坂NEWS」於每週一以直播的方式播出。12月14日，在公演「乃木坂46 大感謝祭2024」中，宣布任命乃木坂46第二任副隊長。
2025年4月，首次演出電視劇《為什麼是我來神說教》。

## 人物
暱稱是「咲醬」（さっちゃん）、「小吉」（しょうきち），而有「小吉」這個愛稱的出現是因為2022年4月3日深夜播出的團體冠名節目《乃木坂工事中》中，為第29張單曲《Actually...》進行祈願活動時，在途中造訪萬德寺抽神籤時，結果菅原連續兩次抽到小吉，因此被主持人香蕉人取了這個名字。

### 興趣、嗜好
喜歡看電視、電影、聽音樂，喜歡吃壽司貝類、水果、納豆、馬鈴薯、番茄，不喜歡吃辣的、苦的及鮮奶油、青椒，高中時，有參加社團活動是籃球社、田徑社，所以會打一點籃球。

### 乃木坂46
應援色是粉紅色與水藍色，最喜歡的乃木坂46歌曲是《想繞遠路回家》，最喜歡《不存在於此的事物》的服裝，憧憬的乃木坂46的成員是松尾美佑，除此之外，菅原也喜歡櫻坂46的田村保乃。

## 音樂作品
- 標註「★」符號表示該首歌曲有拍攝MV。

### 乃木坂46

#### 單曲
|      | 發行日期       | 單曲名稱           | 參與歌曲名稱               | MV | 備註                               |
| ---- | -------------- | ------------------ | -------------------------- | -- | ---------------------------------- |
| 29th | 2022年3月23日  | Actually…          | 絕望前一秒                 | ★  | 出道曲                             |
| 30th | 2022年8月31日  | 喜歡是件搖滾的事！ | 像撕下創可貼一般的分手方式 | ★  | center                             |
| 31st | 2022年12月7日  | 不存在於此的事物   | 17分鐘                     | ★  |                                    |
| 32nd | 2023年3月29日  | 人們終將再度追夢   | 人們終將再度追夢           | ★  | 十一福神                           |
| 32nd | 2023年3月29日  | 人們終將再度追夢   | 我們的道別                 | ★  |                                    |
| 32nd | 2023年3月29日  | 人們終將再度追夢   | 違心之事                   | ★  |                                    |
| 33rd | 2023年8月23日  | 獨自一人的天堂     | 獨自一人的天堂             | ★  | 選拔                               |
| 33rd | 2023年8月23日  | 獨自一人的天堂     | 某人的肩膀                 |    |                                    |
| 33rd | 2023年8月23日  | 獨自一人的天堂     | 試著不去想                 | ★  |                                    |
| 33rd | 2023年8月23日  | 獨自一人的天堂     | 命的褻瀆                   |    | 與千葉縣出身的成員演唱             |
| 34th | 2023年12月6日  | Monopoly           | Monopoly                   | ★  | 選拔                               |
| 34th | 2023年12月6日  | Monopoly           | 時髦                       |    | 與賀喜遙香、山下美月合唱           |
| 34th | 2023年12月6日  | Monopoly           | 總有一天，那首歌…          | ★  |                                    |
| 35th | 2024年4月10日  | 機會平等           | 車道側                     | ★  |                                    |
| 35th | 2024年4月10日  | 機會平等           | 「掰掰」令人痛苦           | ★  |                                    |
| 36th | 2024年8月21日  | 放縱日             | 放縱日                     | ★  | 選拔                               |
| 36th | 2024年8月21日  | 放縱日             | 不黏人的小貓               |    | 真佑糖協會                         |
| 36th | 2024年8月21日  | 放縱日             | 宣洩狂熱的方式             | ★  |                                    |
| 37th | 2024年12月11日 | 步道橋             | 對相對論提出異議           | ★  |                                    |
| 37th | 2024年12月11日 | 步道橋             | 世界第一的鑽石             |    | 與池田瑛紗、梅澤美波、賀喜遙香合唱 |
| 37th | 2024年12月11日 | 步道橋             | 直到那時的猶豫             | ★  |                                    |
| 38th | 2025年3月26日  | 臍橙               | 臍橙                       | ★  | 選拔                               |
| 38th | 2025年3月26日  | 臍橙               | 懷念之情的前方             | ★  |                                    |
| 39th | 2025年7月30日  | Same numbers       | Same numbers               | ★  | 選拔                               |
| 39th | 2025年7月30日  | Same numbers       | 盛夏日啊                   |    |                                    |

1. ↑  站位依據官方MV及演唱會正式呈現為參考依據。
2. ↑  根據單曲CD内附歌詞本，小分隊名稱。

## 演出

### 電視節目
- LOVE it!（日语：ラヴィット!）（2024年4月12日－6月28日，TBS電視台）- 週五常規來賓[19][20]

### 電視劇
- 為什麼是我來神說教（2025年4月19日、5月3日 - 5月31日，日本電視台）：飾演 鈴木花戀（第2話、第4話－第8話）

### 舞台劇
- 乃木坂46"5期生"版音樂劇「美少女戰士」2024（2024年4月12日－29日，IMM THEATER）：飾演 月野兔（Team STAR）[23]

### 廣播節目
- 乃木坂46的「乃」（2024年4月7日 - ，文化放送） - 第17代主持人[21][22]

### 網路節目
- 週刊乃木坂NEWS（2024年11月4日－，YouTube頻道「乃木坂配信中」）－主持人（每週一直播）[24]

## 書籍

### 雜誌連載
- 日經娛樂（2023年8月4日－，日經BP）－專欄連載「平易近人的受人喜愛偶像」[18][30]

## 外部連結
- 乃木坂46的個人介紹頁（页面存档备份，存于）（日語）
- 菅原咲月的官方部落格（页面存档备份，存于）（日語）
- 菅原 咲月（乃木坂46）的SHOWROOM專頁（日語）